# Формамид
Формамид — амид муравьиной кислоты, простейший карбоксамид — первый член гомологического ряда амидов карбоновых кислот.

## Свойства
Формамид представляет собой бесцветную жидкость без запаха, гигроскопичен, смешивается с водой, низшими спиртами, хлороформом, ацетоном, нерастворим в углеводородах.
Под действием дегидратирующих агентов (P2O5 и т. п.) формамид дегидратируется с образованием синильной кислоты, эта реакция аналогично образованию нитрилов при дегидратации амидов карбоновых кислот:
{\displaystyle {\mathsf {HCONH_{2}\rightarrow HCN+H_{2}O}}}
Дегидратация формамида с образованием синильной кислоты также протекает при температурах ~500 °C и выше при катализе оксидом алюминия и алюмосиликатами.
При атмосферном давлении и температурах выше 160 °C формамид разлагается с образованием аммиака и оксида углерода:
{\displaystyle {\mathsf {HCONH_{2}\rightarrow NH_{3}+CO}}}
При температуре кипения скорость разложения составляет ~0,5 % в минуту, при этом незначительная часть формамида разлагается с образованием аммиака и синильной кислоты.
При комнатной температуре формамид устойчив к гидролизу, гидролизуется под действием щелочей и сильных кислот, под действием спиртов происходит алкоголиз с образованием формиатов.

## Синтез и применение
В промышленности формамид синтезируют из аммиака и оксида углерода, при этом используются два варианта процесса синтеза — одностадийный прямой и двухстадийный через промежуточный синтез метилформиата.
При прямом синтезе формамид образуется при взаимодействии аммиака с окисью углерода в метанольном растворе метилата натрия CH3NaO, a при температуре 80-100 °C и давлении 10-30 МПа, по завершении реакции из реакционной смеси отгоняют метанол, извлекают на регенерацию метилат натрия и соли, после чего ректифицируют сырой формамид.
В двухстадийном процессе сначала карбонилированием метанола в присутствии метилата натрия синтезируют метилформиат:
{\displaystyle {\mathsf {CH_{3}OH+CO\rightarrow HCOOCH_{3}}}}
Сырой метилформиат очищают, после чего проводят его аммонолиз при температуре 80-100 °C и давлении 2-6 МПа:
{\displaystyle {\mathsf {HCOOCH_{3}+NH_{3}\rightarrow HCONH_{2}+CH_{3}OH}}}
Образовавшийся при аммонолизе метанол после очистки возвращают на первую стадию.
Формамид используется в качестве сырья в производстве синильной кислоты (дегидратация формамида) и муравьиной кислоты (гидролизом формамида), также используется при синтезе пурина из мочевой кислоты.

## Токсичность
Токсичен. Проникает через неповреждённую кожу, имеет общетоксическое и эмбриотоксическое действие, вызывает поражение печени, нервной системы и сердечно-сосудистых тканей, способен накапливаться в организме.